# Вольфганг Вильгельм (герцог Пфальц-Нейбурга)
Вольфганг Вильгельм Пфальц-Нейбургский (нем. Wolfgang Wilhelm von Pfalz-Neuburg; 4 ноября 1578, Нойбург-ан-дер-Донау, Швабия — 20 марта 1653, Дюссельдорф) — пфальцграф Нойбурга, герцог Юлиха и Берга. Сын Филиппа Людвига Пфальц-Нойбургского и Анны Юлих-Клеве-Бергской.

## Жизнь
Перешел в католицизм и благодаря поддержке Католической лиги и Испании вышел победителем Войны за клевское наследство (1609—1614) и по итогам Ксантенского договора стал герцогом Юлиха и Берга.
В 1615 году — кавалер ордена Золотого руна.
В период Тридцатилетней войны проводил политику строгого нейтралитета, благодаря чему его владения не пострадали от военных действий.
В 1636 году перенес столицу в Дюссельдорф.

## Семья
Вольфганг Вильгельм был женат три раза.
Первая жена (1613) — Магдалена Баварская
- сын — Филипп Вильгельм, будущий герцог и пфальцграф.

Вторая жена (1631) — Екатерина Шарлотта Пфальц-Цвейбрюккенская, дочь пфальцграфа Иоганна II. Их двое детей умерли в младенчестве.
Третья жена (1651) — Мария Франциска, дочь графа Эгона VIII Фюрстенберг-Хайлигенбергского. Детей не было.